# Ornitin transcarbamilază

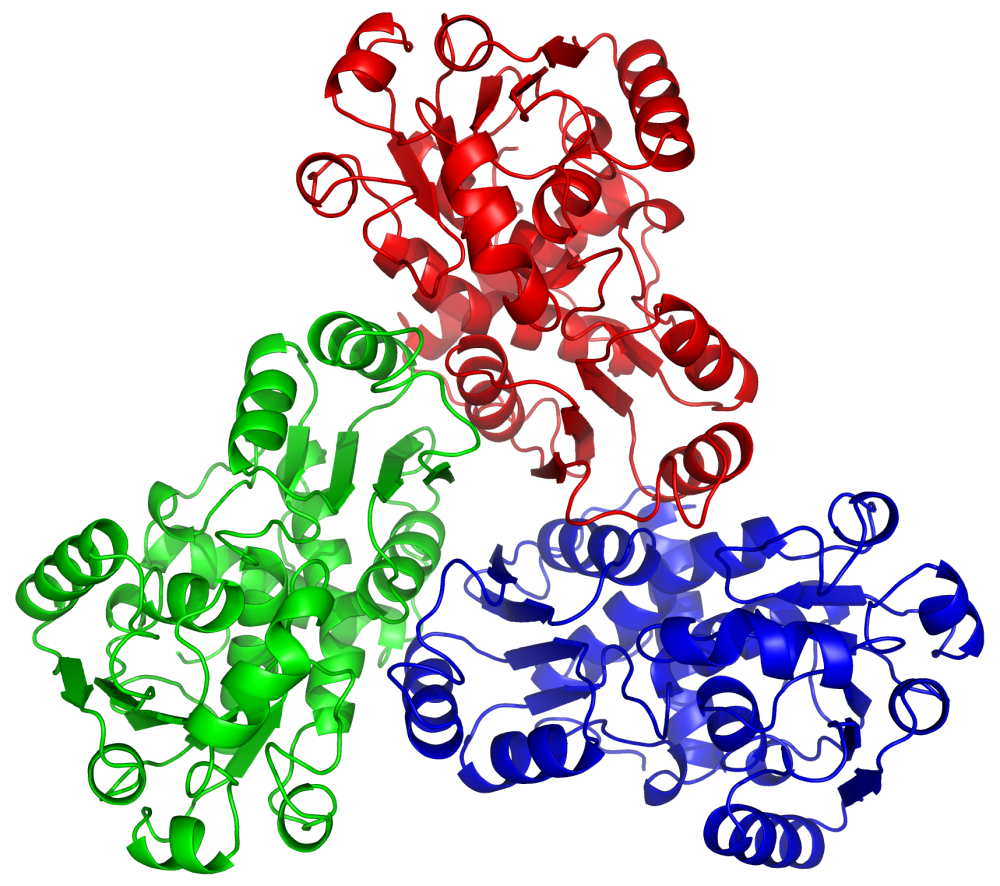
Structura tridimensională a unui trimer de OTC

Ornitin transcarbamilază sau ornitin carbamoiltransferaza (OTC sau OCT, EC 2.1.3.3) este o enzimă care catalizează reacția dintre carbamoil fosfat (CP) și ornitină (Orn) pentru a forma citrulină (Cit) și fosfat anorganic (Pi). Există două clase de OTC: anabolice și catabolice. OTC anabolică facilitează etapa a șasea în biosinteza aminoacidului arginină la procariote. În schimb, OTC la mamifere joacă un rol esențial în ciclul ureei, al cărui scop este de a capta amoniacul toxic și de a-l transforma în uree, o sursă de azot mai puțin toxică, eliminabilă prin procesul de excreție.